# 喀麥隆杜鰍鯰
喀麥隆杜鰍鯰，為輻鰭魚綱鯰形目平鰭鮠科的其中一種，為熱帶淡水魚，分布於非洲喀麥隆Sanaga河上游流域，體長可達8公分，棲息在底層水域，生活習性不明。

## 擴展閱讀
維基物種上的相關：喀麥隆杜鰍鯰